# Birk (Herning)
 For alternative betydninger, se Birk (flertydig). (Se også artikler, som begynder med Birk)
Birk er en bydel i Herning i Gjellerup Sogn med et indbyggertal på 462 indbyggere (2012). Til dagligt vokser indbyggertallet dog til over 3.000, idet de to store uddannelsessteder, Aarhus Universitet, Handels- og IngeniørHøjskolen (AU-HIH) og TEKO, flere forskningsgrupper og store virksomheder holder til i Birk. Birk ligger ca 3 km. øst for cetrum.

## Birk Campus
Birk Campus er et område, hvor der bor lidt under 400 studerende. Beboerne driver selv et Studenterhus, her er der mulighed for at dyrke motion, tage sol, spille pool & bordfodbold og sidst men ikke mindst for at slappe af i Studentercaféen til livemusik.
Hvert år arrangeres en fodboldturning – Birk Ligaen, med hold primært fra HIH og TEKO.